# Анна Фотига
Анна Ельжбета Фотига (пол. Anna Elżbieta Fotyga; вимовляється [ˈanna fɔˈtɨɡa] уроджена Кавецька;  нар. 12 січня 1957, Лемборк, Польща) — польський політик, член Європейського парламенту та генеральний секретар Партії Європейських консерваторів та реформістів (ECR). Вона обіймала посаду міністра закордонних справ Польщі, в кабінетах Казімежа Марцінкевича та Ярослава Качинського (2006–2007) та керівника Канцелярії Президента Республіки Польща (2007–2008). Постійний спікер Форуму Вільних Держав Постросії (2022-2023).

## Біографія

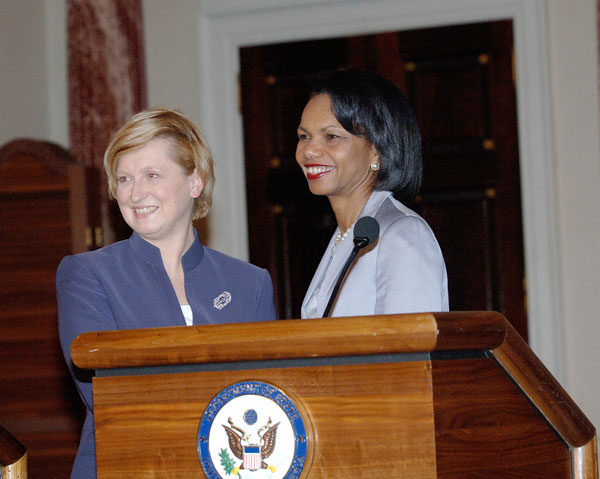
Анна Фотига з Держсекретарем США Кондолізою Райс

Закінчила факультет зовнішньої торгівлі Гданського університету.
Кар'єру розпочала в управлінні зовнішніх зв'язків профспілки «Солідарність» у 1981 році. Після 1989 року була експертом та начальником управління зовнішніх зв'язків «Солідарності». Була заступником мера Гданська (2002–2004), депутатом Європейського парламенту (2004–2005), міністром закордонних справ Польщі (2006–2007), головою Адміністрації Президента Леха Качинського (2007–2008), експертом з питань зовнішніх зв'язків партії «Право і справедливість», депутатом Сейму — нижньої палати польського парламенту.

### Кар'єра в національній політиці
Фотига набрала 25 994 голоси (друге місце в регіоні) на виборах до Європейського парламенту 2004 року як кандидат від партії Право і справедливість (PiS) у Поморському воєводстві.
9 травня 2006 року президент Лех Качинський призначив Фотигу міністром закордонних справ Республіки Польща замість Стефана Меллер. Опозиція критикувала її відомство за проведення політики ізоляції по відношенню до Росії та Німеччини. 7 вересня 2007 року Фотигу було звільнено з посади, але того ж дня знову призначено; таким чином прем'єр-міністр і президент уникли її звільнення через вотум недовіри, підготовлений Громадянською платформою три місяці тому.
Після падіння адміністрації Качинського в 2007 році її наступником став Радослав Сікорський на посаді міністра закордонних справ Республіки Польща
До 20 серпня 2008 року Фотига була керівником Канцелярії Президента Республіки Польща.

### Член Європейського Парламенту 2014 - дотепер
З 2014 по 2019 роки Фотига обіймала посаду голови Підкомітету Європейського парламенту з безпеки та оборони. Відтоді вона є повноправним членом Комітету у закордонних справах Європарламенту та його підкомітету з безпеки та оборони.
У 2015 ЗМІ повідомили, що Фотига була включена в російський список людей з Європейського Союзу, яким заборонено в'їзд в країну.
У 2020 Генеральний секретар НАТО Йенс Столтенберг призначив Фотигу приєднатися до групи експертів для підтримки роботи подальшого посилення політичного виміру НАТО  

## Політичні позиції
Позиція Фотиги щодо закордонних справ збігається з політичною позицією Право і справедливість, яка базується на концепції Польщі як сильної, незалежної країни, готової протистояти Росії чи Німеччині, коли це необхідно. Вона також проводила політику тісного співробітництва зі США.
23 листопада 2016 Фотига стала автором резолюції Європарламенту  «Стратегічні комунікації ЄС як протидія пропаганді третіх сторін» (про інформаційну протидію російським ЗМІ) щодо протидії пропаганді проти ЄС, яка включає в себе цензуру російських ЗМІ, таких як RT і Sputnik  У резолюції порівнюється вплив російських ЗМІ з пропагандою ІДІЛ. Пропозиція піддалася критиці з боку російського уряду та Європейської федерації журналістів .

Фотига: 
«Більша частина мого життя, за комуністів і після них, була присвячена боротьбі з риторикою, що насаджується Радянським Союзом, а потім Російською Федерацією»
В січні 2023 в ЗМІ «Euractiv» опубліковано статтю Анни Фотиги, в якій вона стверджує, що 
«немає і не може бути російського газу, нафти, алюмінію, вугілля, урану, алмазів, зерна, лісу, золота тощо. Все це ресурси татарські, башкирські, сибірські, карельські, ойратські, черкеські, бурятські, якутські, уральські, кубанські, ногайські і таке інше…Михаїл Лермонтов крав легенди підкорених черкесів, а етнічному українцеві Миколі Гоголю росіяни завжди відмовляли у національній самосвідомості… Слід обговорити перспективи створення на постросійському просторі вільних та незалежних держав, а також запоруки їхньої майбутньої стабільності та процвітання. Ми повинні усвідомлювати, що розпад Російської Федерації може спричинити певні труднощі та ризики, як і будь-який перехідний період. Однак ці ризики виявляться значно більшими, якщо залишити цю агресивну імперію як вона є».

## Особисте життя
Фотига одружена, має двох дітей.

## Нагороди
- Командор Ордену «За заслуги перед Литвою» (5 квітня 2009 року, Литва) [4]
- Орден «За заслуги» (Україна) - ІІІ ступеня (4 листопада 2022 року, Україна) — "за вагомий особистий внесок у зміцнення міждержавного співробітництва, підтримку державного суверенітету та територіальної цілісності України, популяризацію Української держави у світі"  [5]